# Le Ours
Albums de Jérémie Kisling
Monsieur Obsolète
(2003) Antimatière (album)
(2009)
Le Ours est le deuxième album de Jérémie Kisling, sorti en 2005. Il s'agit d'un coffret de 2 CD : Le Ours et Le Ours mal léché qui est enregistré dans les conditions du live.

## CDLe Ours
| 1.    | Je guide tes pas                | 3:31 |
| 2.    | Le ours et la hirondelle        | 3:06 |
| 3.    | Teddy bear                      | 3:32 |
| 4.    | Les étoiles                     | 4:07 |
| 5.    | J'suis plus jaloux, j'm'en fous | 3:53 |
| 6.    | T'es têtue toi                  | 3:22 |
| 7.    | Là où                           | 2:22 |
| 8.    | Alice                           | 4:32 |
| 9.    | Rendez-vous courtois            | 2:36 |
| 10.   | Horizon grillé                  | 3:07 |
| 11.   | Petite nature                   | 3:42 |
| 37:56 |                                 |      |

## CDLe Ours mal léché
| 1.    | Là où                           | 2:45 |
| 2.    | Histoire de ours                | 1:04 |
| 3.    | Le ours et la hirondelle        | 2:58 |
| 4.    | Un solo de chien                | 0:34 |
| 5.    | Je guide tes pas                | 3:40 |
| 6.    | On va manger ...                | 0:15 |
| 7.    | ... Et on revient               | 0:17 |
| 8.    | Les étoiles                     | 3:19 |
| 9.    | Poussière d'émotion             | 0:21 |
| 10.   | J'suis plus jaloux, j'm'en fous | 4:04 |
| 19:22 |                                 |      |